# Kuradowo
Kuradowo (biał. Курадава; ros. Курадово) – wieś na Białorusi, w obwodzie brzeskim, w rejonie pińskim, w sielsowiecie Łopacin, nad Prypecią.
Stanowi enklawę w obrębie Rezerwatu Krajobrazowego Środkowa Prypeć.
Dawniej dwie wsie: Kuradowo I i Kuradowo II. W dwudziestoleciu międzywojennym leżały one w Polsce, w województwie poleskim, w powiecie pińskim, w gminie Lemieszewicze. Po II wojnie światowej w granicach Związku Sowieckiego. Od 1991 w niepodległej Białorusi.